# Gambling Ship (1938)
Gambling Ship (bra: Casino no Mar) é um filme estadunidense de 1938, dos gêneros drama criminal e mistério, dirigido por Aubrey Scotto, e estrelado por Robert Wilcox, Helen Mack, Edward Brophy e Joseph Sawyer. O roteiro de Alex Gottlieb foi baseado na história "Lady Luck", de George Carleton Brown e Emanuel Manheim.
A trama retrata a história de uma mulher que assume a gestão do cassino do seu pai após a sua morte, mas enfrenta um homem determinado a tomar o seu negócio.

## Sinopse
Após seu pai ser assassinado pelo Professor (Irving Pichel), que ganhou seu apelido planejando meticulosamente suas atividades ilegais, Mollie Riley (Helen Mack) assume a liderança do Casino Del Mar, o navio de jogos de azar de sua família. Determinada a seguir os passos de seu pai e continuar apoiando um orfanato com os lucros do navio, Mollie conta com a ajuda de seu leal braço direito, Tony Garzono (Joseph Sawyer). No entanto, sem o conhecimento de Mollie, o Professor começa a planejar sua queda para assumir o controle do navio, que opera em concorrência com o seu. Para isso, ele contrata Larry Mitchell (Robert Wilcox) para se infiltrar no navio e conquistar a confiança de Mollie. Sob as ordens do Professor, ele manipula o navio para fazê-lo perder dinheiro e fechar, mesmo que ele e a mulher tenham se apaixonado, o que faz Mollie ter que equilibrar seus sentimentos pessoais com os negócios do navio.

## Elenco
- Robert Wilcox como Larry Mitchell
- Helen Mack como Mollie Riley
- Edward Brophy como Cuthbert
- Irving Pichel como Professor
- Joseph Sawyer como Tony Garzono
- Selmer Jackson como Steve Riley
- Sam McDaniel como Speedy
- Dorothy Vaughan como Matrona
- Al Hill como Larry
- John Harmon como Cramer
- Rudolph Chavers como Snowflake
- Tim Davis como Nick

## Produção
A produção do filme começou no início de novembro de 1938. O filme fazia parte da série de filmes de mistério Crime Club. 11 filmes foram feitos para a série entre 1937 e 1939.

## Recepção
A crítica da revista Variety descreveu o filme como um "filme barato e arrastado, com um elenco fraco que cai para o status de um filme de categoria 'C'".